# Aramburu (apellido)
Aramburu (en grafía vasca actual Aranburu) es un apellido toponímico de origen vasco.

## Etimología
El apellido Aramburu está compuesto por "aran" (valle) y "buru" (cabeza o cima), de tal modo que hace referencia a la parte del valle donde se situaba la casa solar de sus primeros portadores.
Debido a las diferentes transcripciones, se encuentran numerosas variaciones del apellido. No obstante, la Real Academia de la Lengua Vasca enumera la actual grafía éuscara de algunas de ellas en su nomenclátor onomástico:
| Grafía tradicional | Grafía académica actual |
| ------------------ | ----------------------- |
| Aramburu           | Aranburu                |
| Aramburua          | Aranburua               |
| Aramburuzabala     | Aranburuzabala          |

## Origen
Originario de las provincias vascas y Navarra, se extendió, desde el siglo XV en adelante, por España e Hispanoamérica.
Se encuentran menciones de este apellido en actas medievales que datan de finales del siglo XIV, como es el caso de las Cartas Pueblas de Zumárraga y Villarreal de Urrechua.